# Alfa Romeo Giulietta (1977)
L'Alfa Romeo Giulietta (nome in codice Tipo 116) è una berlina sportiva prodotta dal 1977 al 1985 dalla casa automobilistica italiana Alfa Romeo presso lo stabilimento di Arese. 
Riprende il nome dall'antesignana e omonima Giulietta degli anni cinquanta.

## Descrizione

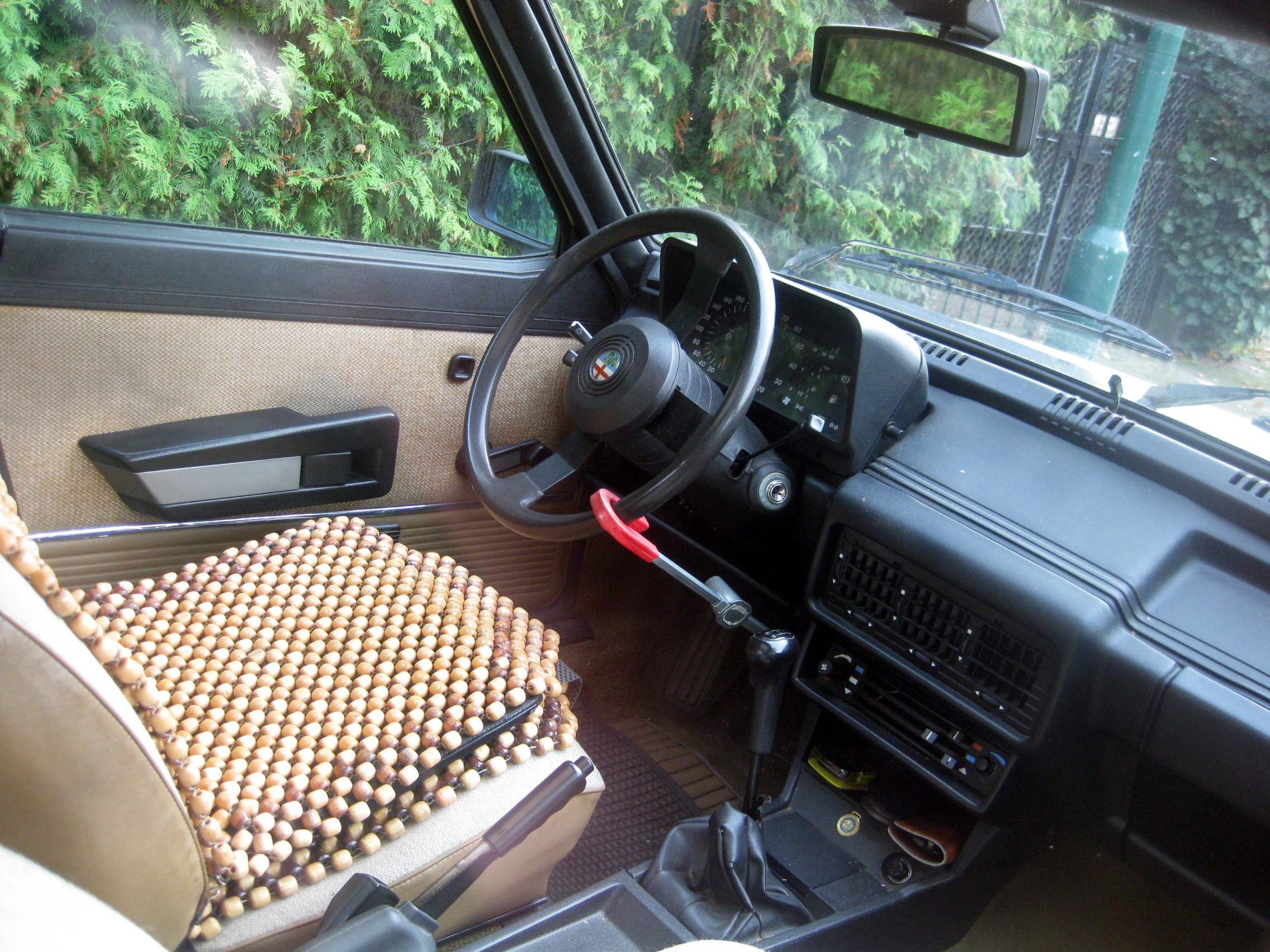
Interni di una Giulietta

La nuova Giulietta non aveva un compito facile, dovendo sostituire una autovettura molto amata, la Giulia, utilizzando una meccanica già esistente (quella della Alfetta) ed evitando di sovrapporsi commercialmente ad altri modelli in listino. Inoltre, studiata negli anni successivi alla crisi petrolifera (la pre progettazione e i primi disegni risalgono al 1973), tutto il progetto fu improntato al massimo risparmio. Da queste premesse nacque una berlina a 3 volumi dal disegno fortemente a cuneo, con frontale basso e coda alta e corta (fu definita "a sedere d'anatra"). Pianale, motori e meccanica erano gli stessi della Alfetta. Per evitare che i due modelli si cannibalizzassero a vicenda (avevano anche lo stesso passo di 251 cm), la Casa di Arese decise di dare alla Giulietta una connotazione più economica, lasciando all'Alfetta, molto apprezzata e all'apice della carriera, il ruolo di berlina elegante. Nel complesso la Giulietta, per livello di allestimento, finiture e scelta di motori (partivano da 1,3 litri), si collocava un netto gradino sotto all'Alfetta.

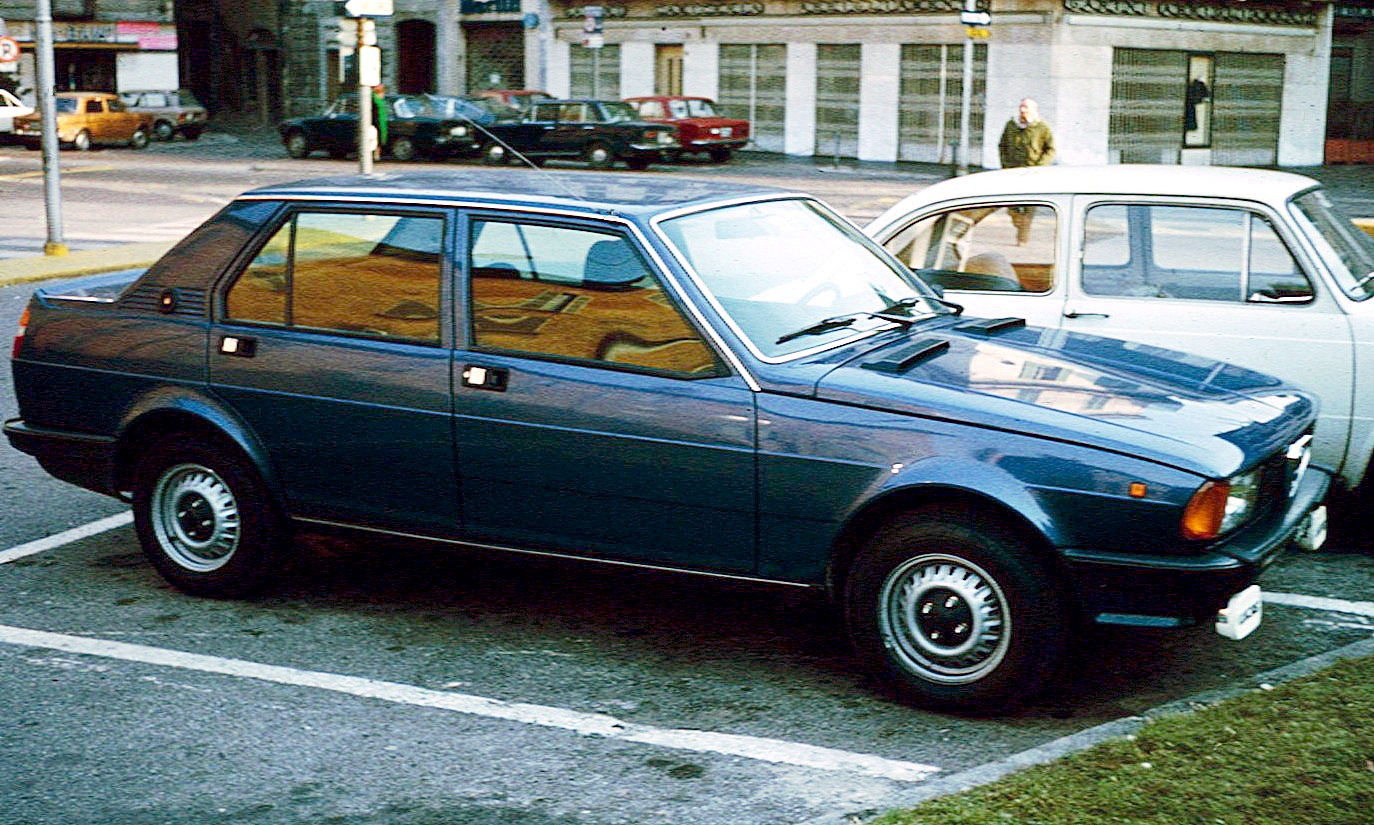
Vista laterale di una Giulietta prima serie

## Prima serie (1977–1981)
Al momento del suo esordio la Giulietta (novembre 1977) era disponibile in due versioni, che differivano tra loro per la cilindrata del motore (4 cilindri bialbero) e per l'allestimento interno. Alla base si collocava la "1.3", mossa da un motore di 1357 cm³ da 95 CV, mentre al top della gamma (anche per dotazioni) si collocava la "1.6", con motore di 1570 cm³ da 109 CV. All'interno spiccava, moderna e funzionale, la plancia, mentre all'esterno si trovavano i caratteristici paraurti integrali in metallo verniciati di grigio scuro (perdevano l'aspetto del metallo senza avere i vantaggi di peso e costo della plastica). Nel 1979 la gamma si arricchì della versione "1.8" con motore di 1779 cm³ da 122 CV e dotazione superiore alla "1.6". Nel 1980 arrivò la "2.0 Super", dotata di motore 2 litri di 1962 cm³ da 130 CV e caratterizzata da un allestimento speciale: verniciatura color "grigio nube" metallizzato con strip oro, cerchi in lega, interni in velluto marrone con bordature beige.

## Seconda serie (1981–1983)

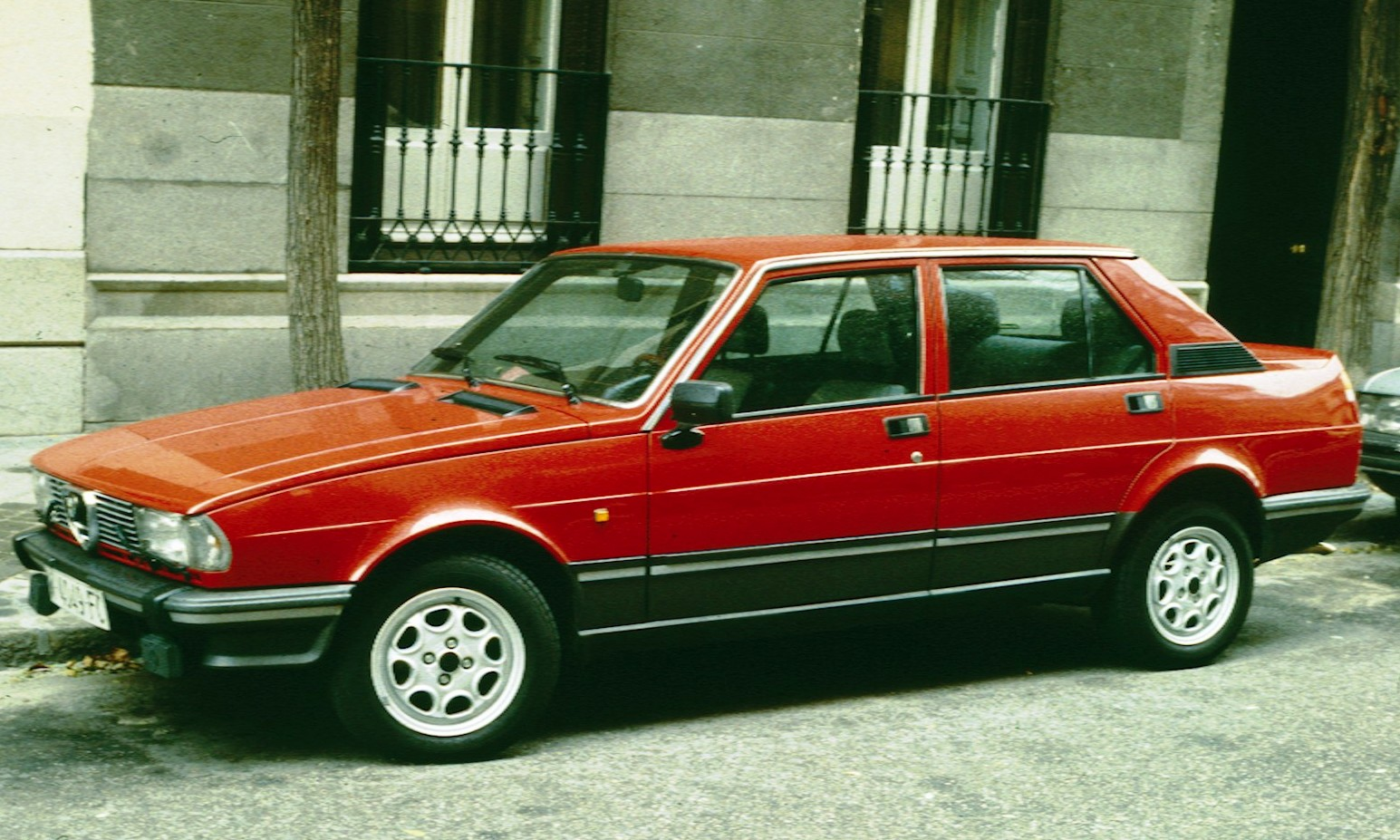
La Giulietta seconda serie

Nel giugno 1981 un restyling interessò molti dettagli del corpo vettura e degli interni. Le modifiche riguardavano i paraurti (ora in plastica e con profili satinati), la mascherina anteriore (ridisegnata), gli specchietti, l'eliminazione della fascia satinata posteriore, la plancia parzialmente ridisegnata e i rivestimenti interni. Comparvero anche, a seconda delle versioni, profili o fascioni laterali protettivi. 

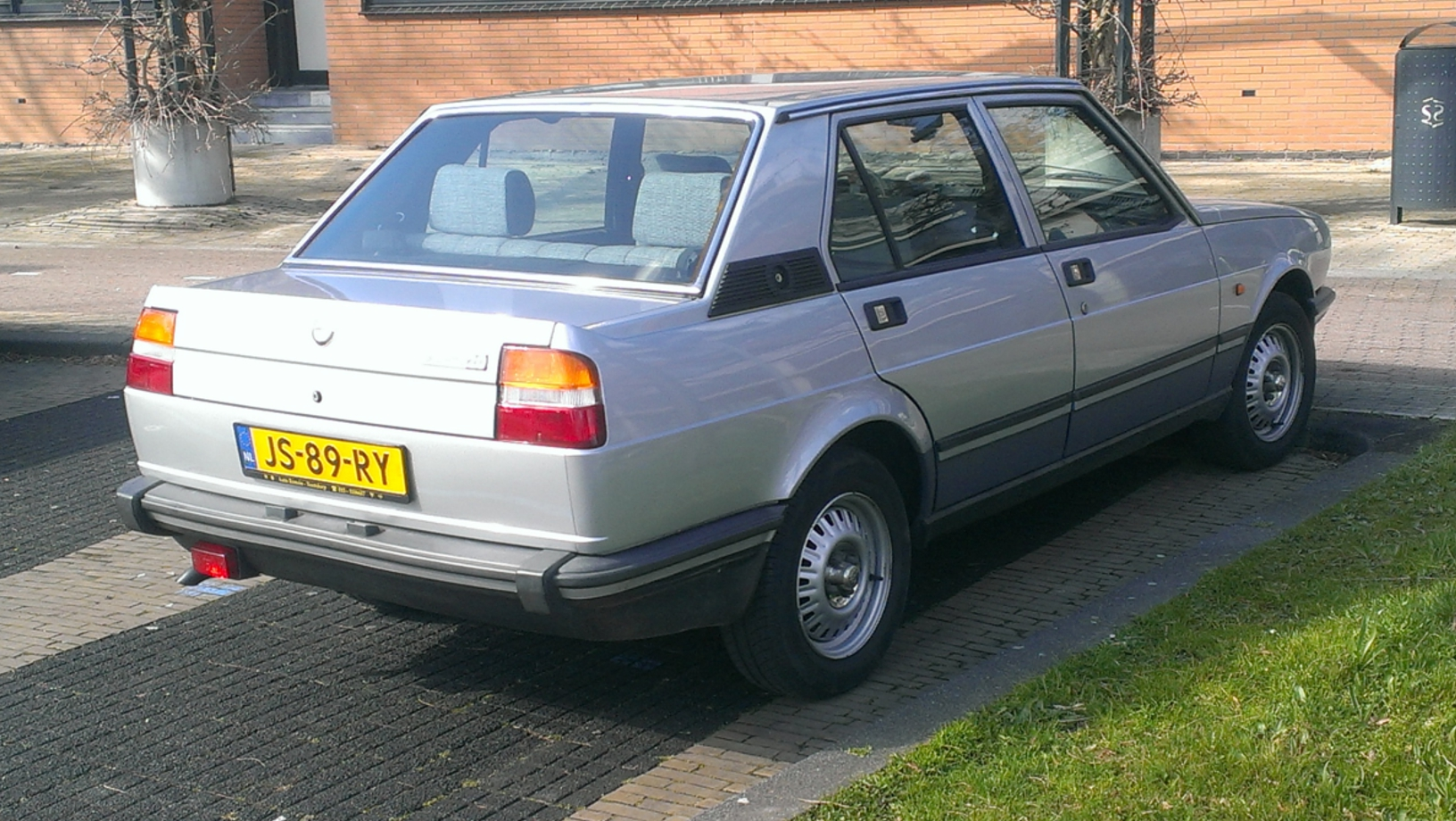
Vista posteriore Giulietta seconda serie

La gamma denominata Nuova Giulietta L comprendeva le versioni "1.3" e "1.6", con allestimento base (mascherina nera, borchie coprimozzo nere, trasparenti degli indicatori di direzione anteriori color arancione, profili laterali più sottili, interni meno accessoriati), la "1.8", con allestimento più curato (mascherina argento, borchie coprimozzo argento, trasparenti degli indicatori di direzione anteriori bianchi, fari fendinebbia, fascioni laterali, interni più accessoriati), e la "2.0 Ti" 1982 (che differiva dalla "1.8" per la verniciatura in grigio metallizzato della carrozzeria, per i paraurti e fascioni di colore grigio, per i cerchi in lega, per il volante in pelle e per la dotazione ancora più ricca).
Nessuna novità per i motori. Nel 1983 le versioni con motori di 1600 e 1800 cm³ adottarono un nuovo cambio con rapporti più lunghi. Contemporaneamente esordì la "Giulietta 2.0 Turbodiesel", con motore turbocompresso a gasolio VM 2 litri 1995 cm³ da 82 CV. Disponibile negli allestimenti base (come la "1.3") e L (come la "1.8"). Sempre nel 1982 venne introdotta la "1.6 L", con allestimento simile alla "1.8".

## Terza serie (1983–1985)

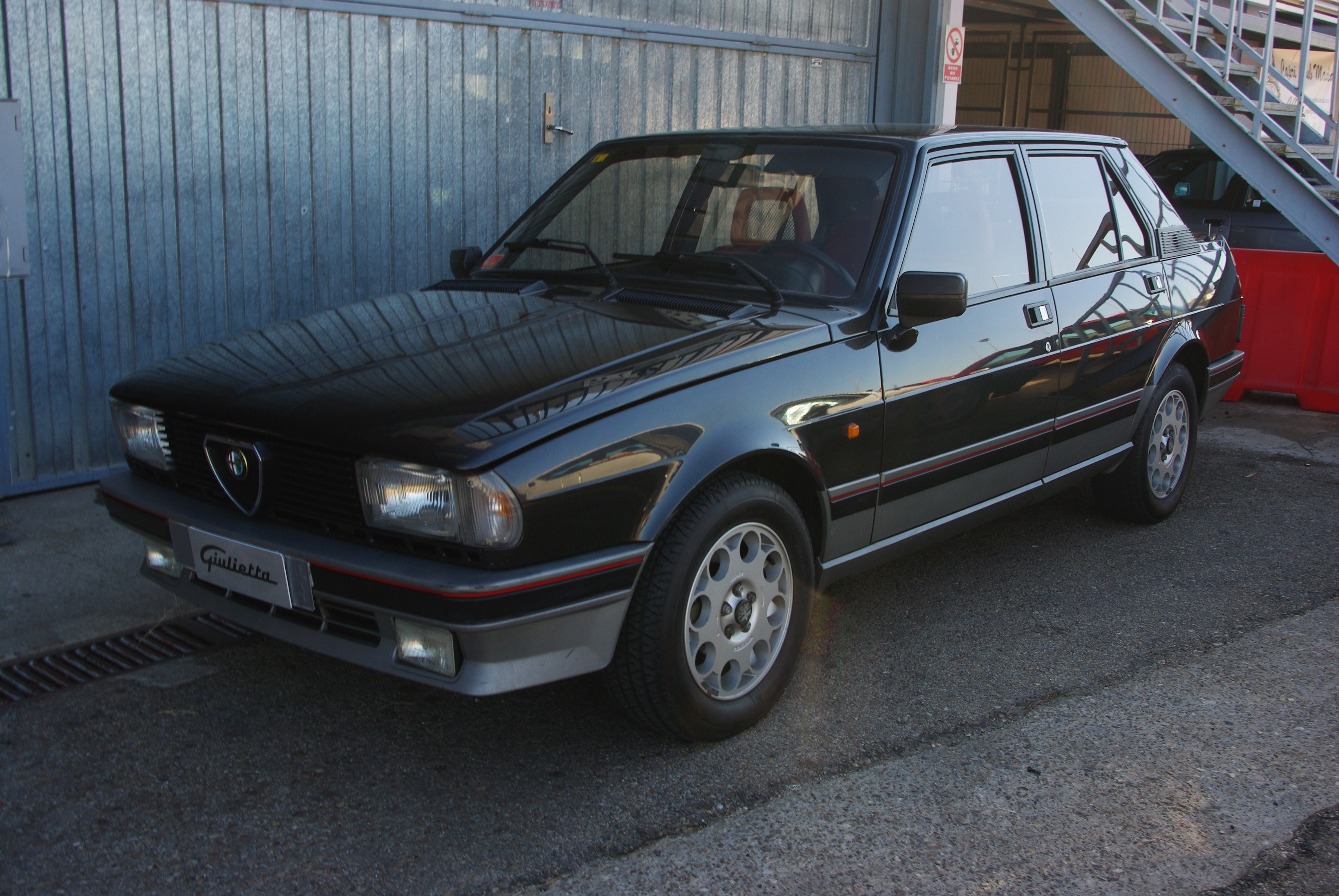
Giulietta 2.0 Turbo Autodelta

Alla fine del 1983 nacque la Giulietta "84". Il restyling interessò i paraurti (ridisegnati), la mascherina anteriore, la coda (dove comparve una nuova fascia in plastica nera che inglobava i retronebbia) e gli interni.
Dalla gamma venne tolta la "1.3", mentre la "2.0" divenne di normale serie. La gamma '84 comprendeva:
- Giulietta 1.6
- Giulietta 1.6 L
- Giulietta 1.8
- Giulietta 2.0
- Giulietta 2.0 TD
- Giulietta 2.0 TD L

Nel 1983 la gamma venne completata dalla versione "2.0 Turbo Autodelta", mossa da un 4 cilindri 2 litri turbocompresso da 1962 cm³ da 170 CV e caratterizzata molto sportivamente (verniciatura nero metallizzato doppio strato, paraurti grigi con spoiler, interni specifici sportivi rossi, cerchi in lega). Questa versione fu l'ultima Alfa di serie a fregiarsi del marchio Autodelta (il reparto sportivo del biscione) e ne vennero costruite in tutto 361 unità.

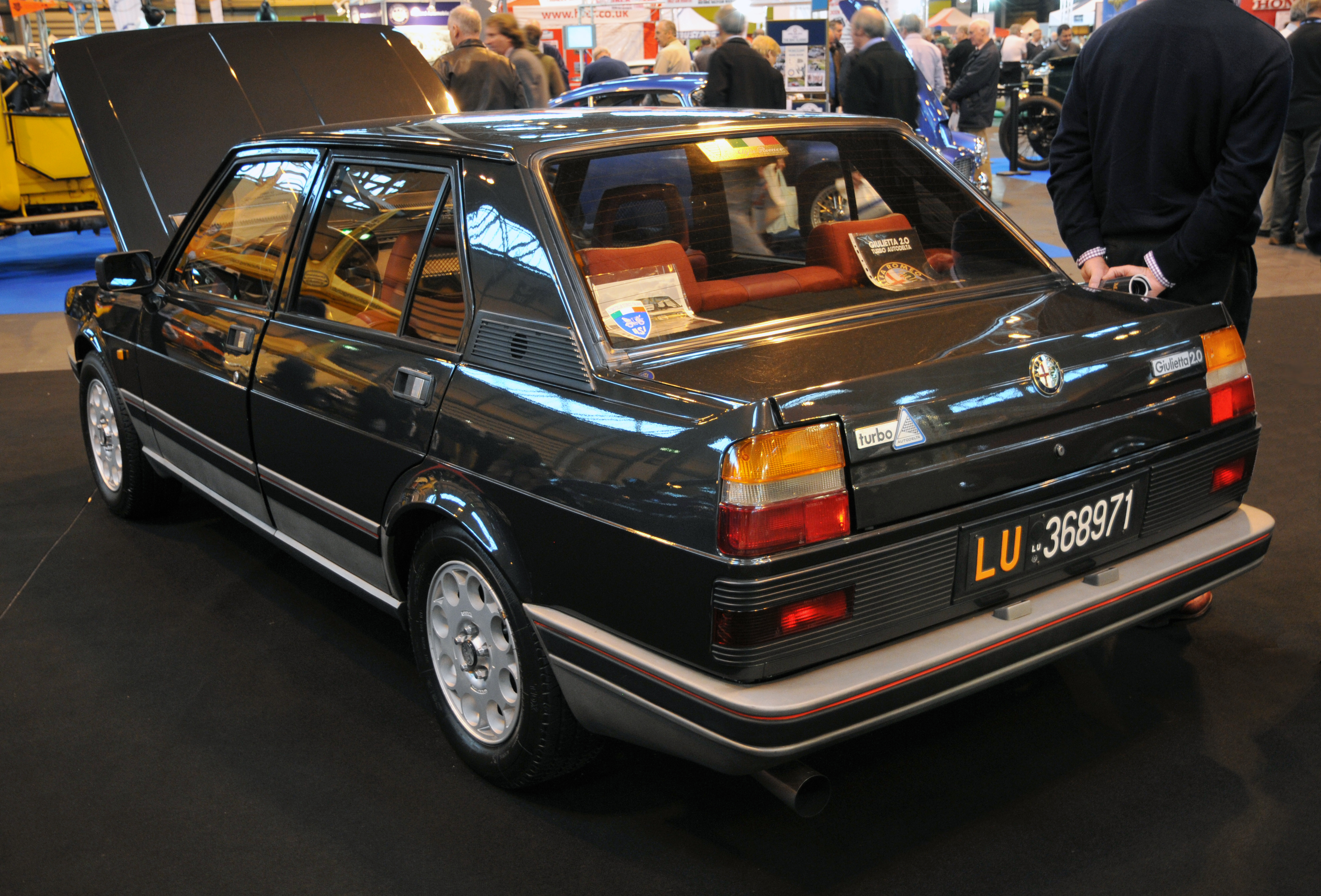
Posteriore di una Giulietta 2.0 Turbo Autodelta

Da notare che la Giulietta fu uno dei rari modelli Alfa Romeo a non essere mai stato utilizzato ufficialmente in competizioni, a differenza della progenitrice (Giulia) e della erede successiva (Alfa 75). Pertanto, Il palmarès sportivo della Giulietta è inesistente. All'epoca, il modello della gamma Alfa Romeo omologato e maggiormente impiegato per le gare era la coupé Alfetta GTV.
La Giulietta uscì di listino nel 1985, rimpiazzata dalla Alfa 75.

## Versioni speciali

### Giulietta Punk by Fiorucci
Nel 1978 venne presentata al Salone di Ginevra prima, e poco dopo presso il Museo Storico Alfa Romeo, la versione Punk by Fiorucci realizzata Zagato in collaborazione con i designer Ettore Sottsass Jr. ed Andrea Branzi. Questa versione presentava finiture, ispirate ad abito sartoriale. Carrozzeria con finitura a buccia d’arancia, con base color avorio e striature multicolori, passaruota in materiale antiurto gommoso blu. Cruscotto e pannelli porta rivestiti da un tessuto sintetico peloso verde acceso, mentre sedili, leva del cambio e cuscino centrale del volante erano in velluto giallo. Contagiri e tachimetro erano senza la classica scala numerica, che venne sostituita da settori colorati.

### Giulietta Folk
Nel 1978 la Carrozzeria Moretti realizza una versione familiare della Giulietta. Tale versione era denominata Giulietta Folk. Presentata in una bella livrea rossa, non ebbe seguito produttivo nonostante l'aspetto accattivante e ricco di soluzioni originali.

## La Giulietta e le forze dell'ordine

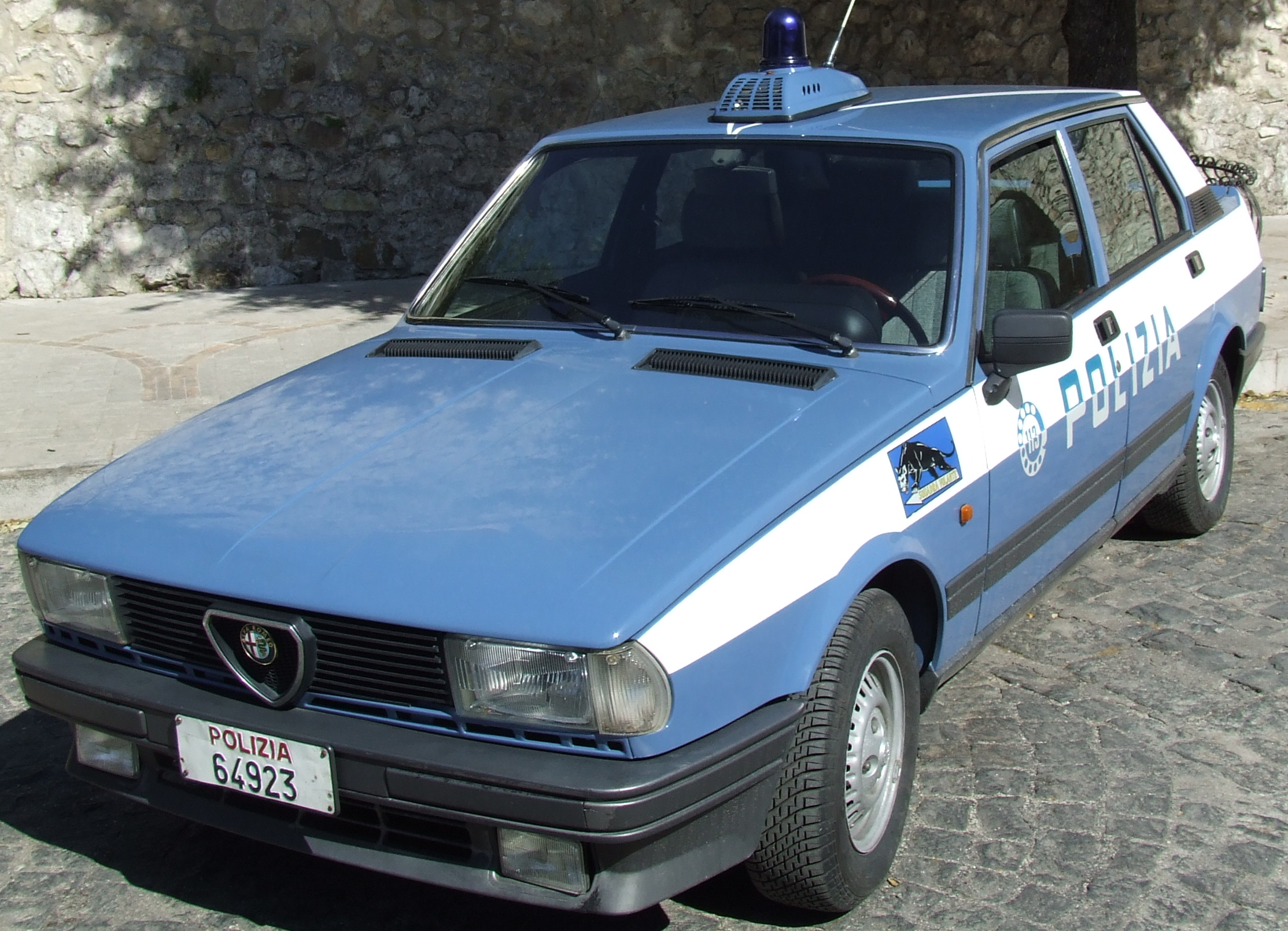
Giulietta in forza alla Polizia di Stato

La Giulietta fu utilizzata dalle forze dell'ordine, in particolare dalla Polizia di Stato sia in versione "volante" sia come auto civetta, nella versione 1600 e 1800, a partire dalla fine degli anni 70 (1600) e dei primi anni 80 (1800). Presso il Museo delle auto della Polizia di Stato in Roma sono presenti due esemplari; un 1600 prima serie targato Polizia 54164, e un 1800 terza serie.
È stata adottata anche dalla Guardia di Finanza, come vettura da inseguimento, sia con i colori di Istituto che come auto "civetta" nelle motorizzazioni 1800 e 2000 cc. Le versioni in livrea erano esclusivamente della terza serie (1983-1985) in quanto la Guardia di Finanza aveva già un nutrito numero di Alfetta 2000. 
Viceversa non venne mai adottata dai Carabinieri nella classica livrea blu-scuro e tetto bianco delle auto dell'Arma. 
Complice la sua robustezza meccanica e di carrozzeria (molti degli esemplari a fine carriera sono stati acquistati e riutilizzati da privati), alcune Giulietta – finite poi in mano a collezionisti privati – sono state anche riportate nelle condizioni (colori e scritte) originarie.

## Produzione delle versioni
| Versione                      | Anni di produzione | Esemplari |
| ----------------------------- | ------------------ | --------- |
| Giulietta 1.3                 | dal 1977 al 1983   | 50.890    |
| Giulietta 1.6/1.6 L           | dal 1977 al 1985   | 187.064   |
| Giulietta 1.8                 | dal 1979 al 1985   | 87.466    |
| Giulietta 2.0 (tutte)         | dal 1980 al 1985   | 36.767    |
| Giulietta 2.0 Turbo AutoDelta | dal 1983 al 1984   | 361       |
| Giulietta 2.0 TD/2.0 TD L     | dal 1982 al 1985   | 17.141    |
| Totale                        | Totale             | 379.689   |

## Riepilogo motorizzazioni
| Modello         | Disponibilità        | Motore  | Cilindrata cm³) | Potenza         | Coppia max (Nm) | Emissioni CO2 (g/km) | 0–100 km/h (secondi) | Velocità max (km/h) | Consumo medio (km/L) |
| 1.3             | dall'esordio al 1983 | Benzina | 1357            | 69 kW (95 CV)   | 120             | n.d                  | 12,8                 | 166                 | 10,5                 |
| 1.6             | dall'esordio al 1985 | Benzina | 1570            | 80 kW (109 CV)  | 141             | n.d                  | 11,0                 | 175                 | 10,8                 |
| 1.8             | dal 1979 al 1985     | Benzina | 1779            | 89 kW (122 CV)  | 167             | n.d                  | 9,8                  | 180                 | 10,6                 |
| 2.0             | dal 1981 al 1985     | Benzina | 1962            | 95 kW (130 CV)  | 177             | n.d.                 | 9,4                  | 187                 | 10,0                 |
| 2.0 Turbodelta  | dal 1983 al 1984     | Benzina | 1962            | 125 kW (170 CV) | 283             | n.d                  | n.d                  | 206                 | 8,4                  |
| 2.0 Turbodiesel | dal 1983 al 1985     | Diesel  | 1995            | 60 kW (82 CV)   | 166             | n.d                  | 15,2                 | 155                 | 12,8                 |